# 55. ročník udílení Filmových cen Britské akademie
55. ročník udílení Filmových cen Britské akademie se konal v Odeon Leicester Square v Londýně 24. února 2002. Moderátorem ceremoniálu byl Stephen Fry. Ocenění se předávalo nejlepším filmům a dokumentům britským i mezinárodním, které se promítaly v britských kinech v roce 2001.

## Vítězové a nominovaní
Tučně jsou označeni vítězové.
| Nejlepší film | Nejlepší režisér |
| --- | --- |
| Pán prstenů: Společenstvo Prstenu - Amélie z Montmartru - Čistá duše - Moulin Rouge! - Shrek | Peter Jackson – Pán prstenů: Společenstvo Prstenu - Robert Altman – Gosford Park - Ron Howard – Čistá duše - Jean-Pierre Jeunet – Amélie z Montmartru - Baz Luhrmann – Moulin Rouge! |
| Nejlepší herec v hlavní role | Nejlepší herečka v hlavní roli |
| Russell Crowe – Čistá duše - Jim Broadbent– Iris - Ian McKellen – Pán prstenů: Společenstvo Prstenu - Kevin Spacey – Ostrovní zprávy - Tom Wilkinson – V ložnici                                                                   | Judi Dench – Iris - Nicole Kidman – Ti druzí - Sissy Spacek – V ložnici - Audrey Tautou – Amélie z Montmartru - Renée Zellweger – Deník Bridget Jonesové |
| Nejlepší herec ve vedlejší roli | Nejlepší herečka ve vedlejší roli |
| Jim Broadbent – Moulin Rouge! - Hugh Bonneville – Iris - Robbie Coltrane – Harry Potter a Kámen mudrců - Colin Firth – Deník Bridget Jonesové - Eddie Murphy – Shrek                                                               | Jennifer Connelly – Čistá duše - Judi Dench – Ostrovní zprávy - Helen Mirren – Gosford Park - Maggie Smith– Gosford Park - Kate Winslet – Iris |
| Nejlepší původní scénář | Nejlepší adaptovaný scénář |
| Amélie z Montmartru – Jean-Pierre Jeunet a Guillaume Laurant - Gosford Park – Julian Fellowes - Moulin Rouge! – Baz Luhrmann a Craig Pearce - Ti druzí – Alejandro Amenábar - Taková zvláštní rodinka – Wes Anderson a Owen Wilson | Shrek– Ted Elliott, Terry Rossio, Joe Stillman a Roger S. H. Schulman - Čistá duše – Akiva Goldsman - Deník Bridget Jonesové– Richard Curtis, Andrew Davies a Helen Fielding - Iris – Richard Eyre a Charles Wood - Pán prstenů: Společenstvo Prstenu – Fran Walsh, Philippa Boyens a Peter Jackson |
| Nejlepší kamera | Nejlepší britský film |
| Muž, který nebyl - Roger Deakins - Amélie z Montmartru - Bruno Delbonnel - Černý jestřáb sestřelen - Sławomir Idziak - Pán prstenů: Společenstvo Prstenu - Andrew Lesnie - Moulin Rouge! - Donald McAlpine                         | Gosford Park - Deník Bridget Jonesové - Harry Potter a Kámen mudrců - Iris - S tebou i bez tebe |
| Nejlepší původní hudba | Nejlepší zvuk |
| Moulin Rouge! – Craig Armstrong a Marius de Vries - Amélie z Montmartru – Yann Tiersen - Pán prstenů: Společenstvo Prstenu – Howard Shore - Mulholland Drive – Angelo Badalamenti - Shrek – Harry Gregson-Williams a John Powell   | Moulin Rouge! - Andy Nelson, Anna Behlmer, Roger Savage, Guntis Sics, Gareth Vanderhope a Antony Gray - Černý jestřáb sestřelen - Chris Munro, Per Hallberg, Michael Minkler, Myron Nettinga a Karen Baker Landers - Harry Potter a Kámen mudrců - John Midgley, Eddy Joseph, Ray Merrin, Graham Daniel a Adam Daniel - Pán prstenů: Společenstvo Prstenu - David Farmer, Hammond Peek, Christopher Boyes, Gethin Creagh, Michael Semanick, Ethan Van der Ryn a Mike Hopkins - Shrek - Andy Nelson, Anna Behlmer, Wylie Stateman a Lon Bender |
| Nejlepší produkční design | Nejlepší speciální efekty |
| Amélie z Montmartru - Aline Bonetto - Gosford Park - Stephen Altman - Harry Potter a Kámen mudrců - Stuart Craig - Pán prstenů: Společenstvo Prstenu - Grant Major - Moulin Rouge! - Catherine Martin                              | Pán prstenů: Společenstvo Prstenu - Jim Rygiel, Richard Taylor, Alex Funke, Randall William Cook a Mark Stetson - A.I. Umělá inteligence - Dennis Muren, Scott Farrar a Michael Lantieri - Harry Potter a Kámen mudrců - Robert Legato, Nick Davis, John Richardson, Roger Guyett a Jim Berney - Moulin Rouge! - Chris Godfrey, Andy Brown, Nathan McGuinness a Brian Cox - Shrek - Ken Bielenberg |
| Nejlepší kostýmní design | Nejlepší masky |
| Gosford Park - Jenny Beavan - Harry Potter a Kámen mudrců - Judianna Makovsky - Pán prstenů: Společenstvo Prstenu - Ngila Dickson - Moulin Rouge! - Catherine Martin a Angus Strathie - Planeta opic - Colleen Atwood              | Pán prstenů: Společenstvo Prstenu - Peter King, Peter Owen a Richard Taylor - Gosford Park- Jan Archibald a Sallie Jaye - Harry Potter a Kámen mudrců - Nick Dudman, Eithne Fennel a Amanda Knight - Moulin Rouge! - Maurizio Silvi a Aldo Signoretti - Planeta opic - Rick Baker, Toni G a Kazuhiro Tsuji |
| Nejlepší střih | Nejlepší cizojazyčný film |
| Mulholland Drive - Mary Sweeney - Amélie z Montmartru - Hervé Schneid - Černý jestřáb sestřelen - Pietro Scalia - Pán prstenů: Společenstvo Prstenu - John Gilbert - Moulin Rouge! - Jill Bilcock                                  | Amores perros - Láska je kurva - Amélie z Montmartru - Behind the Sun - Bouřlivá svatba - Pianistka |
| Nejlepší krátký animovaný film | Nejlepší krátkometrážní film |
| Dog - Kamufláž - Home Road Movies - Tuesday - The World of Interiors | About a Girl - Inferno - The Red Peppers - Skin Deep - Tattoo - Rank |